# Aspire (escultura)
Aspire es una escultura situada en el Jubilee Campus de la Universidad de Nottingham, en Nottingham, Reino Unido. Tiene una altura de 60 metros, está hecha de acero rojo y naranja, y fue, hasta que fue superada por Orbit, el monumento al aire libre más alto del Reino Unido. El nombre Aspire fue elegido después de un concurso para nombrar la escultura, al que pudieron acceder el personal y los estudiantes de la universidad.

## Diseño y fabricación
Aspire es un tipo de estructura hiperboloide, diseñada por Ken Shuttleworth y Make Architects. Consta de un pilar de cemento y hormigón de 8 metros de altura, sobre el que se sostiene una estructura de acero de 52 metros de altura de color rojo y naranja. La escultura pesa 854 toneladas y costó 800.000 libras esterlinas,  que fueron donadas por un benefactor anónimo. La escultura se ilumina de noche.
La fabricación de la escultura tardó 23 semanas y fue completada por Watson Steel Structures Ltd en Bolton, Gran Manchester. Luego fue transportado a Widnes, Cheshire, donde Merseyside Coatings Ltd aplicó el distintivo esquema de colores rojo y naranja. La estructura se fabricó en tres partes y se elevó sobre la base de hormigón mediante grúas en el lugar.